# Castanho-avermelhado
O Russet (Castanho-avermelhado) é uma cor marrom-escura com um tom secundário vermelho-alaranjado. Como é uma cor terciária, o castanho-avermelhado é uma mistura de 50% de pigmentos laranja e roxo. 

## Descrição

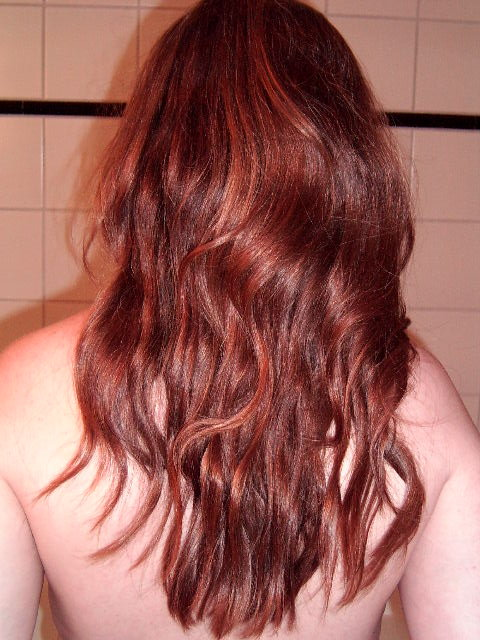
A cor castanho-avermelhado usada, por exemplo, em tintura de cabelo.

A fonte deste castanho-avermelhado específico, denominado em inglês de Russet, é o Método ISCC-NBS de Designação de Cores e Dicionário de Nomes de Cores (1955) (originalmente em inglês). Esta era uma obra utilizada por colecionadores de selos para identificar suas cores.
O nome dessa cor vem de um tecido áspero feito de lã e tingido com  pastel-dos-tintureiros e  laca de garança rosa, para que se obtivesse um cinza sutil ou vermelho de tom amarronzado. Por volta de 1363, os camponeses ingleses de classe social baixa eram obrigados a utilizar russet. 
Esta é a cor do outono, geralmente associada com tristeza ou uma situação séria. 

## Confira também
- Lista_de_cores